# Ottone I di Pomerania

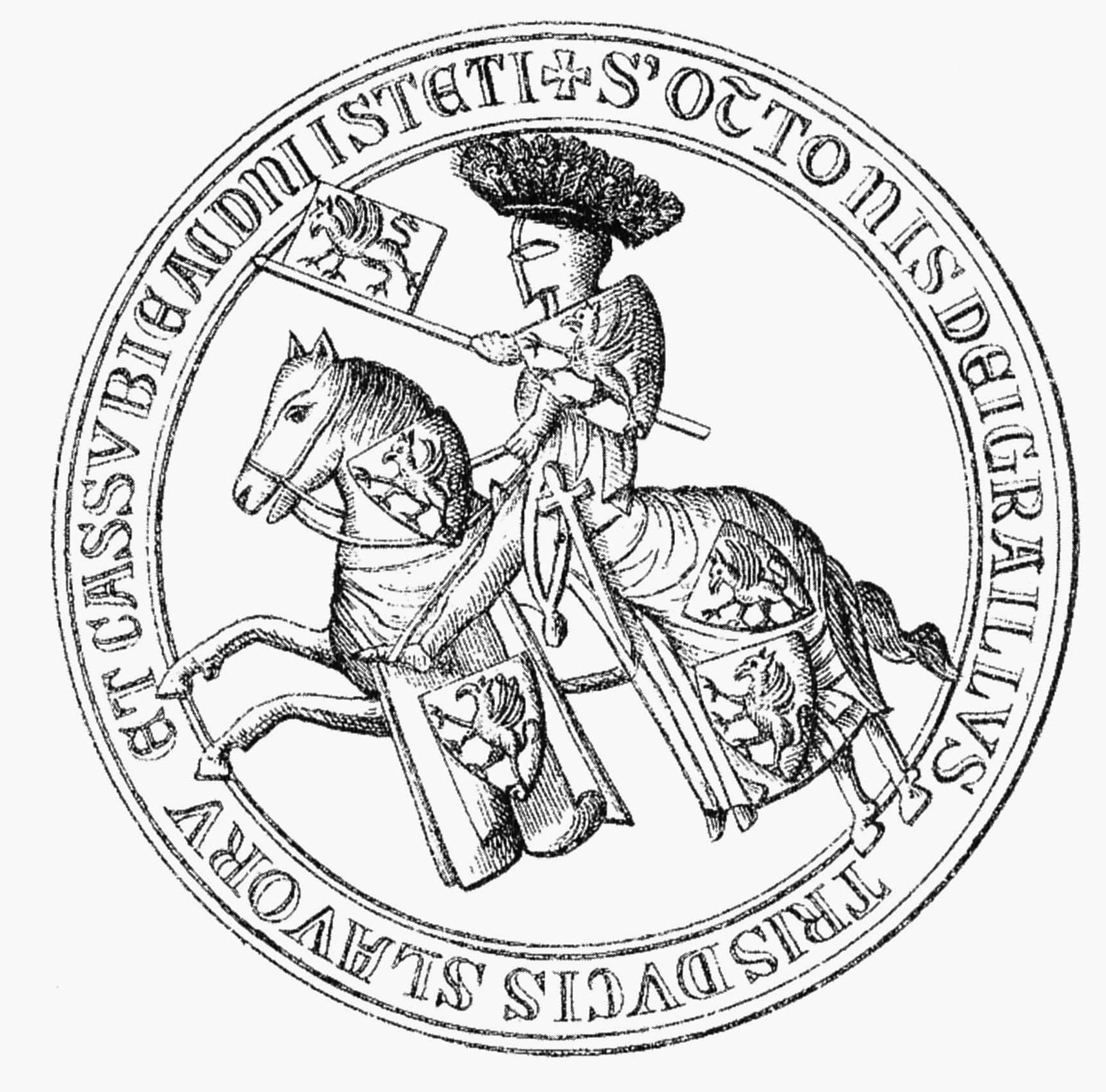
Sigillo di Ottone I

Ottone I di Pomerania (Otto) (1279 – 30 o 31 dicembre 1344) fu duca di Pomerania-Stettino dal 1294 al 1344. Dal 1320 governò insieme a suo figlio Barnim III.

## Biografia
Figlio più giovane, e probabilmente postumo, del duca Barnim I e della sua terza moglie, Mechtild (Matilda) di Brandeburgo-Salzwedel, Ottone divenne co-sovrano titolare alla sua nascita, insieme al fratellastro maggiore Barnim II e al fratellastro molto più anziano Boghislao IV (Bogislaw / Bogusław).

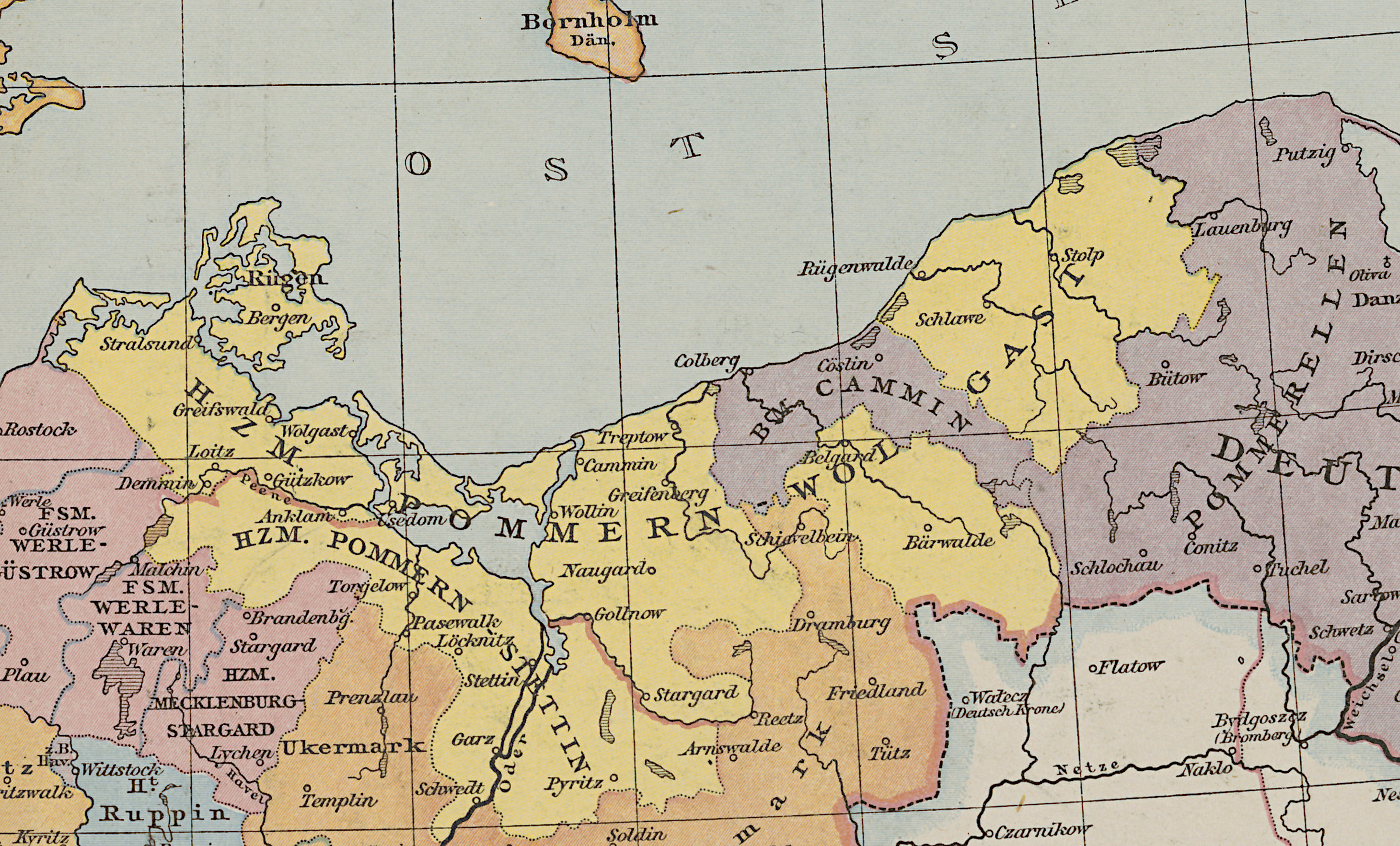
Mappa con la divisione della Pomerania tra Pomerania-Stettino e Pomerania-Wolgast

In concreto Boghislao era l'unico sovrano - Barnim e Ottone erano bambini - e non fu fino al 1294 che Ottone iniziò a condividere il potere con i suoi fratelli maggiori. Nel 1295, con la morte di Barnim e forse in conflitto, i fratelli divisero la Pomerania nel trattato di Stettino il 1 luglio 1295: con Ottone come sovrano di Stettino ("Pomerania-Stettino" o "Pomerania di Stettino", in pratica l'area meridionale della Pomerania, l'entroterra e la sponda meridionale della Laguna di Stettino le cui città seguivano il Diritto di Magdeburgo); Boghislao ebbe Wolgast ("Pomerania-Wolgast" o "Pomerania di Wolgast", l'area settentrionale lungo il Mar Baltico, le cui città seguivano il Diritto di Lubecca). Nonostante questa divisione del governo, il Ducato di Pomerania avrebbe continuato a essere di proprietà dei duchi nel suo insieme e l'omaggio veniva fatto a entrambi i duchi. La divisione concordata esistette fino al 1478, quando il duca Boghislao X riunì entrambe le parti del paese nelle sue mani.
I due fratelli intrapresero inizialmente strade politiche diverse. Mentre Boghislao IV ebbe conflitti armati con i margravi ascanidi del Brandeburgo nella Pomerania occidentale, Ottone I inizialmente intrattenne buoni rapporti con loro. Ottone I visitò il margravio Alberto (Albrecht) III alla Pentecoste del 1298 a Soldin e nello stesso anno partecipò alla sua campagna nel Meclemburgo. Successivamente Ottone I e Boghislao IV condussero una politica più amichevole, che continuò dopo la morte di Boghislao IV nel 1309 da suo figlio Wartislao (Wartislaw) IV.
Nel 1315, il margravio Valdemaro (Waldemar) di Brandeburgo vendette a Ottone I la terra di Bernstein e in seguito gli promise Schivelbein e Dramburg. Nel 1319 ci fu una breve disputa tra Ottone I e suo nipote Wartislao IV, quando Ottone I si scontrò con alcune città della sua zona ed esse si sottomisero alla protezione di Wartislao IV.
La morte inaspettatamente precoce del margravio Valdemaro di Brandeburgo nell'agosto del 1319 riunì di nuovo i due duchi. Poiché l'erede di Waldemar era il cugino undicenne Enrico (Heinrich) II, sorse la possibilità di acquisire parti del Brandeburgo. Wartislao IV riuscì a essere riconosciuto dai nobili del Neumark come tutore di Enrico II. Quando Enrico II morì adolescente nel luglio 1320 e la Marca rimase senza proprietario, l'opportunità sembrava ancora più favorevole; i duchi di Pomerania ottennero gran parte dell'Uckermark.
In questa situazione di conflitto armato Ottone I nominò suo figlio Barnim III co-reggente. L'attività di Ottone passò in secondo piano rispetto a quella del figlio nei seguenti eventi, come la Guerra di Successione di Rügen e la Guerra di Pomerania-Brandeburgo.
I duchi di Pomerania cercarono di avere la immediatezza imperiale, ovvero la condizione di persone e istituzioni (città libere, conventi, villaggi) che dipendevano direttamente dall'imperatore. Nel 1338, in una riunione del Reichstag a Francoforte sul Meno, l'imperatore Ludovico IV liberò i duchi di Pomerania-Stettino, Ottone I e suo figlio Barnim III, dalla sovranità del Brandeburgo e riconobbe loro l'immediatezza imperiale. In cambio, il Brandeburgo, dove il figlio dell'imperatore Ludovico, ovvero Ludovico V era il margravio dal 1323, ricevette di nuovo l'Uckermark, anche se in cambio di una grande quantità di denaro. Allo stesso tempo, la Pomerania-Stettino sarebbe ricaduta nel Brandeburgo se la linea dei duchi di Stettino si fosse estinta; a tal proposito, le città della Pomerania-Stettino avrebbero già dovuto rendere omaggio al Brandeburgo. Le città, tuttavia, si rifiutarono di rendere omaggio perché, riferendosi al trattato di Stettino del 1295, in caso di estinzione della linea di Stettino, assumevano una linea di successione alla linea Wolgast della casata dei Greifen. Alla fine, Ottone I e suo figlio, come il margravio Ludovico, rinunciarono a questo omaggio.
Il duca Ottone morì il 30 o 31 dicembre 1344. Fu sepolto nella Marienkirche a Stettino. Il governo della Pomerania-Stettino divenne esclusivamente del figlio Barnim III.

## Matrimonio e discendenza
Circa le consorti di Ottone ci sono incertezze. 
Forse il duca Ottone sposò Caterina (Katharina) nel 1296, figlia di Gerardo (Gerhard) II, conte di Holstein-Plön e Ingeborg di Svezia. Caterina morì dopo pochi anni; il matrimonio rimase senza figli.
Nel suo secondo matrimonio sposò Elisabetta, figlia del conte Nikolaus I di Schwerin. Dal matrimonio nacquero, tra gli altri :
- Barnim III (n. prima del 1300 - 1368)
- Matilde (Mechthild) († 1331) che sposò che sposò Giovanni III, signore di Werle († 1352)

Elisabetta morì nel 1318 o 1319; fu sepolta nella Marienkirche a Stettino.
Secondo altri la consorte Elisabetta era figlia di Gerardo II.